# ASAP Rocky
Rakim Athelaston Mayers, mer känd under sitt artistnamn ASAP Rocky (stiliserat A$AP Rocky), född 3 oktober 1988 i Harlem i New York, är en amerikansk rappare. Han är medlem i hiphopkollektivet A$AP Mob, varifrån han antog sitt smeknamn. ASAP Rocky släppte sin kritikerrosade debutmixtape Live. Love. ASAP under 2011. Succén ledde till ett skivkontrakt med Polo Grounds Music, RCA Records samt Sony Music. Han spelade därefter in sitt debutalbum Long. Live. ASAP under 2013, som också togs emot mycket väl av kritiker och debuterade på första plats på Billboard 200.

## Uppväxt
Rakim Mayers föddes i New York 1988, och döptes efter hiphoplegenden Rakim från duon Eric B. & Rakim. När han var 12 år gammal dömdes hans far till fängelse efter att ha sålt droger. Ett år senare mördades hans bror i närheten av familjens lägenhet, vilket inspirerade Mayers att ta rappandet seriöst. Mayers hade börjat rappa vid åtta års ålder, och beundrade den Harlem-baserade rapgruppen The Diplomats, och han anger även Three 6 Mafia, Mobb Deep, Wu-Tang Clan, UGK, Run DMC och Bone Thugs-n-Harmony bland sina influenser. Efter att ha bott i ett härbärge med sin mor, samt på andra håll runt Manhattan, flyttade Mayers till Elmwood Park, New Jersey.

## Karriär

### 2007–11: Starten och mixtapes
Under 2007 sammanställde ASAP Rocky hiphopgänget A$AP Mob, ett kollektiv av rappare, producenter och musikvideoregissörer. Han antog namnet A$AP, som har flera betydelser, inklusive "Always Strive and Prosper", "Assassinating Snitches and Police", samt Rockys favorit, "Acronym Symbolizing Any Purpose".
Den 8 juli 2011 släpptes ett inofficiellt samlingsalbum vid namn Deep Purple, som enligt ASAP Rocky var en sammanställning av hans YouTube-hits som sammanställts av ett fan i Paris. I augusti 2011 läcktes hans första singel, "Peso", ut på internet, och började inom ett par veckor spelas på den högprofilerade New York-baserade radiostationen Hot 97. Musikvideor för "Peso" och "Purple Swag", den sistnämnda från Deep Purple, gjorde att fler fick upp ögonen för honom, vilket resulterade i att ASAP Rocky skrev ett två års skivkontrakt värt 3 miljoner dollar med Sony, RCA Records och Polo Grounds Music. ASAP Rocky släppte mixtapet LiveLoveA$AP, som innehöll båda låtarna, i oktober och mottog mycket bra kritik. Den 5 december 2011, nominerades han till BBC:s Sound of 2012-omröstning.

### 2012–: Tvister och debutalbum

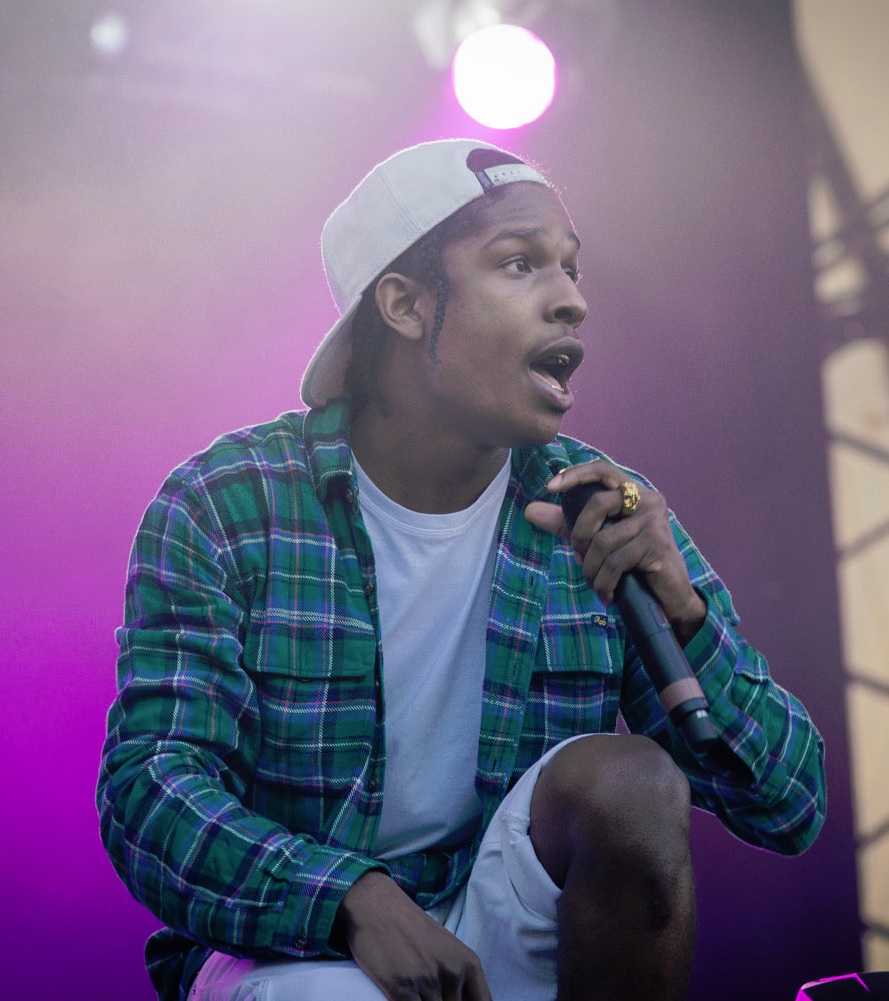
ASAP Rocky under ett framträdande 2013.

I början av februari 2012 öppnade ASAP Rocky för rapparen Drake på hans Club Paradise Tour. I juni 2012 anklagade SpaceGhostPurrp, grundare för det Miami-baserade kollektivet Raider Klana samt ASAP Rocky tidigare medarbetare, ASAP Twelvyy för att ha hoppat på Raider Klans Matt Stoops, och tog därefter avstånd från A$AP Mob och Rocky i en YouTube-video. Han och Raider Clan anklagade även A$AP Mob för att ha kopierat deras stil, samt ASAP Rocky för att använt text från SpaceGhostPurrps låt "My Enemy" på "Goldie". ASAP Rocky svarade på detta under en intervju med MTV i juli, där han sade att SpaceGhostPurrp "försöker att bygga hype" och sa åt honom att "hålla sig till att göra beats".
I juli uppträdde ASAP Rocky på Pitchfork Music Festival.
ASAP Rocky debutalbum LongLiveA$AP släpptes den 11 september 2012. Albumets huvudsingel, "Goldie", släpptes den 27 april 2012. Han spelade därefter in sitt debutalbum Long. Live. ASAP under 2013, som togs emot mycket väl av kritiker och debuterade på första plats på Billboard 200.
I maj 2015 släppte Rocky sitt andra studioalbum, At. Long. Last. ASAP.

## Privatliv
ASAP Rocky bekräftade 2021 att han var i ett förhållande med sångerskan Rihanna. Paret har en son född 2022.

## Häktad i Stockholm 2019

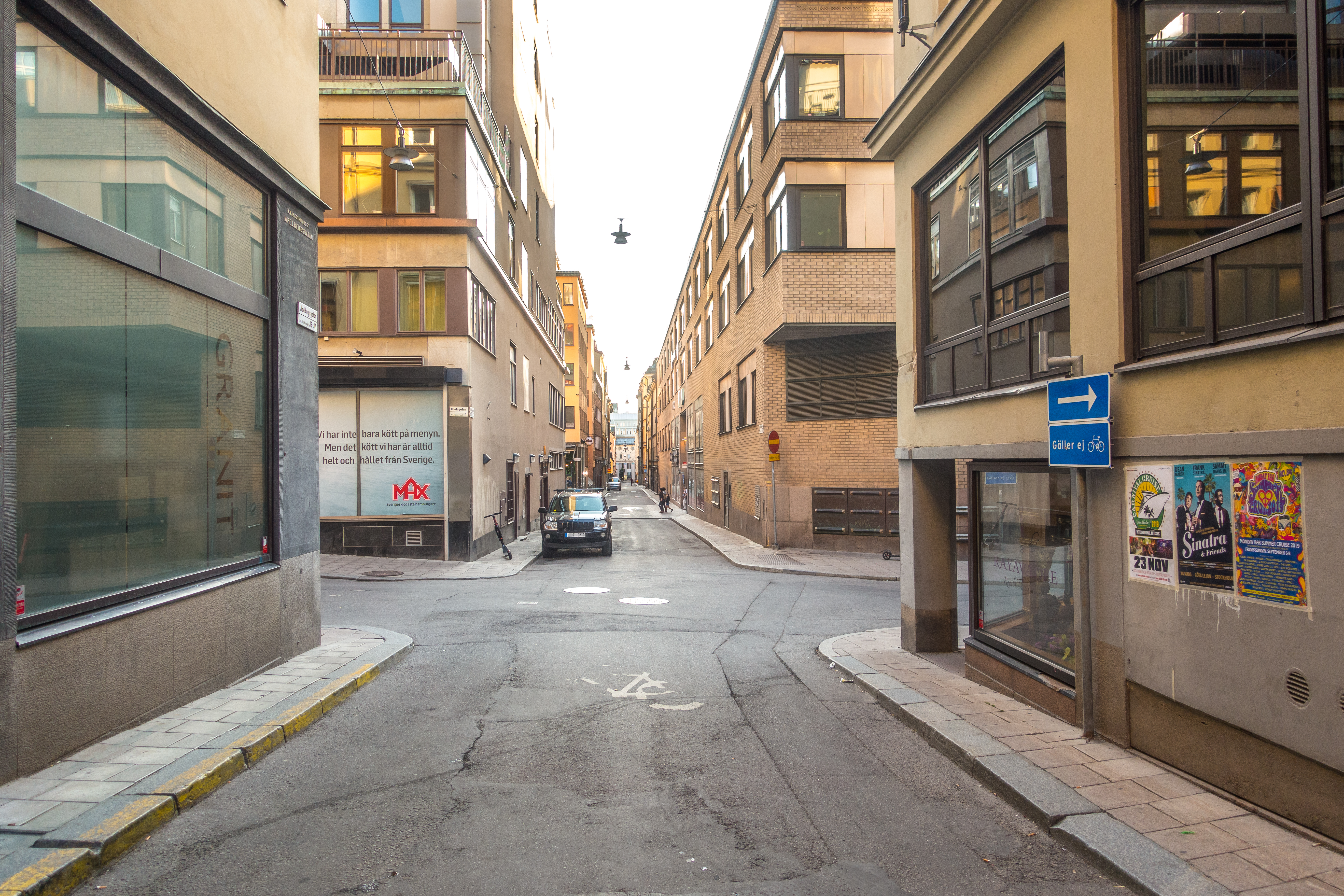
Platsen på Apelbergsgatan där ASAP Rocky misshandlade en person den 30 juni 2019.

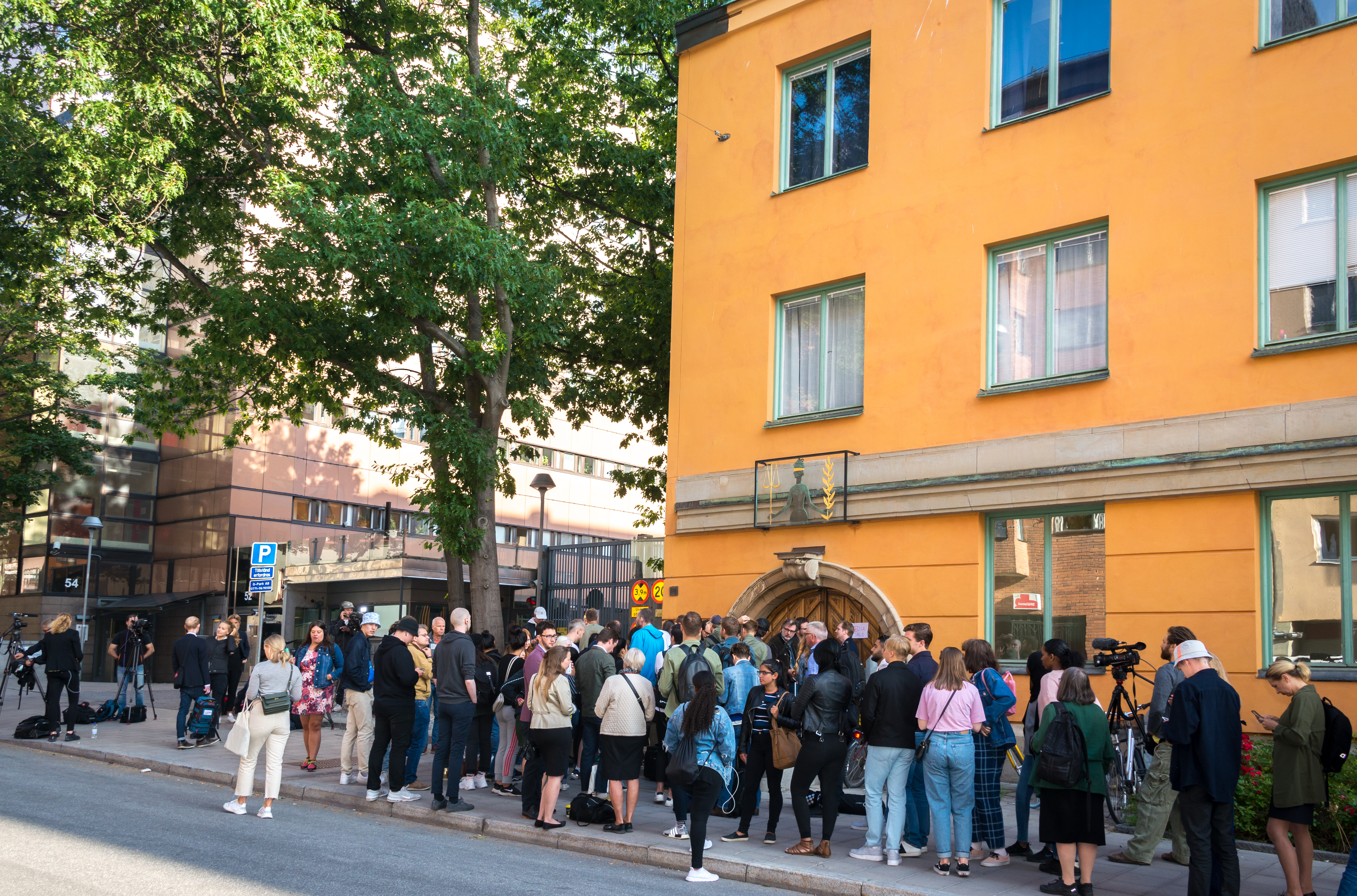
Media och åhörare utanför säkerhetssalen i Stockholms tingsrätt på rättegångens sista dag.

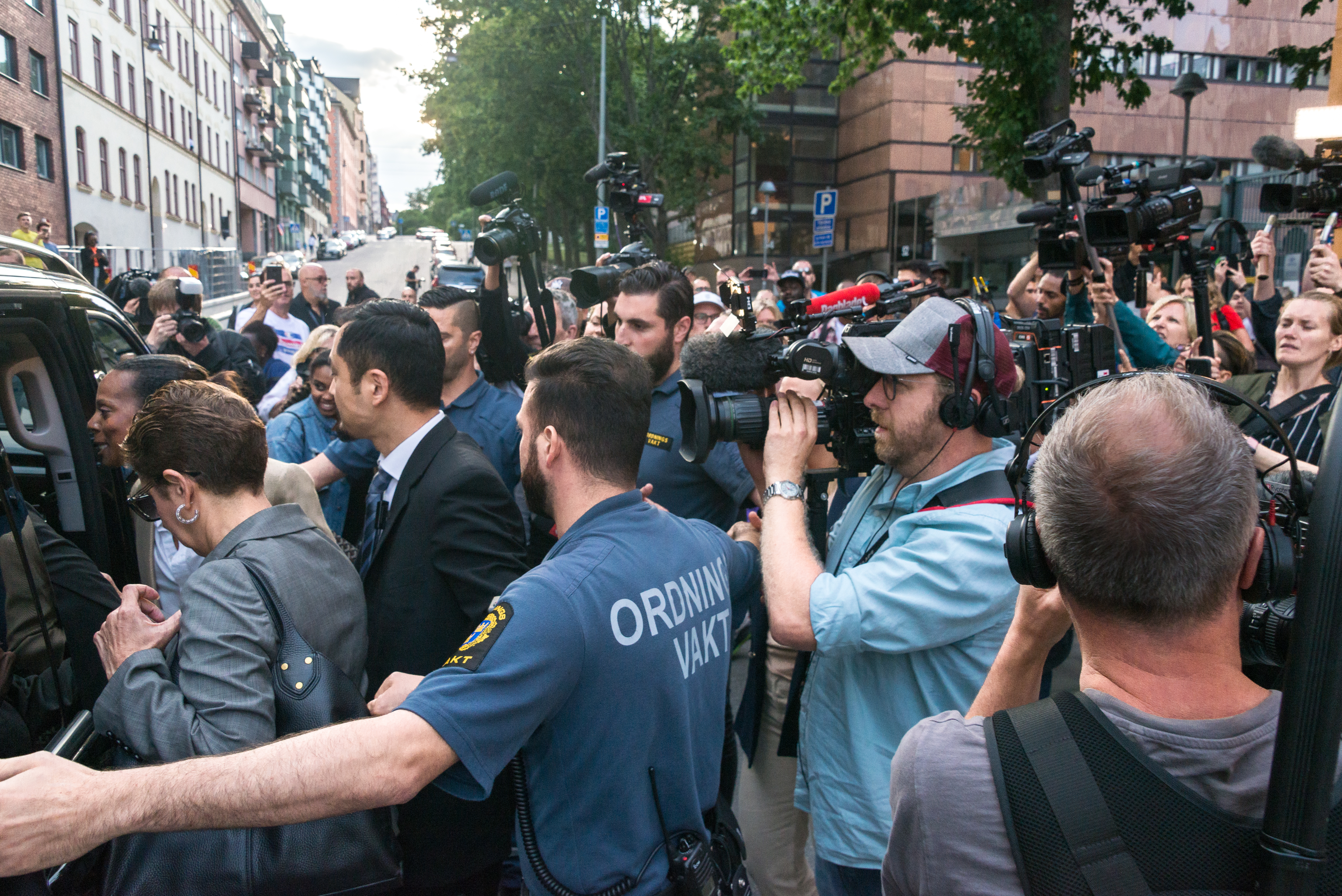
ASAP Rocky frigavs från häktet och lämnade Sverige omgående.

I början av juli 2019 uppträdde ASAP Rocky i Stockholm och blev kort efter detta gripen och häktad på sannolika skäl misstänkt för misshandel som misstänktes ha ägt rum vid Apelbergsgatan i centrala Stockholm den 30 juni. Den 19 juli förlängdes häktningen till den 25 juli 2019, motiverad med flyktfara.
Den 25 juli beslutade kammaråklagaren Daniel Suneson att väcka åtal mot ASAP Rocky för misshandel. Rättegången påbörjades den 30 juli. Den 2 augusti släpptes han på fri fot i väntan på dom och lämnade kort därefter Sverige i ett privatplan.
14 augusti 2019 dömdes han till villkorlig dom av Stockholms tingsrätt, gemensamt med två medåtalade dömdes han även att betala ett skadestånd på 12 500 kronor till offret. ASAP Rockys svenska försvarsadvokat var Slobodan Jovicic. Ingen av parterna överklagade domen som vann laga kraft tre veckor senare i början av september.

## Diskografi
Studioalbum
- LongLiveA$AP (2013)
- AtLongLastA$AP (2015)
- Testing (2018)

Mixtapes
- LiveLoveA$AP (2011)

### Singlar
| Titel                                                                  | År   | Listplaceringar | Listplaceringar | Listplaceringar | Album          |
| Titel                                                                  | År   | US              | US R&B          | US Rap          | Album          |
| ---------------------------------------------------------------------- | ---- | --------------- | --------------- | --------------- | -------------- |
| "Goldie"                                                               | 2012 | —               | 65              | —               | LongLiveA$AP   |
| "Multiply" (feat. Juicy J)                                             | 2014 | 103             | —               | —               | —              |
| "Lord Pretty Flacko Jodye 2 (LPFJ2)"                                   | 2015 | —               | —               | —               | AtLongLastA$AP |
| "—" avser en låt som inte listades, eller inte släpptes i det området. |      |                 |                 |                 |                |

Promotionella singlar
| Titel                                                                        | År   | Listplaceringar | Album        |
| Titel                                                                        | År   | US R&B          | Album        |
| ---------------------------------------------------------------------------- | ---- | --------------- | ------------ |
| "Pe$o"                                                                       | 2011 | 75              | LiveLoveA$AP |
| "Purple Swag"                                                                | 2011 | —               | LiveLoveA$AP |
| "—" avser en inspelning som inte listades eller inte släpptes i det området. |      |                 |              |